# 조삭
상상왕 조삭(相殤王 曹鑠, ? ~ ?)은 중국 조위의 추존 제후왕으로, 무제의 아들이자 풍민왕의 동복동생이다.

## 생애
일찍 죽었다. 태화 3년(229년)에 상나라에 추봉되어 시호를 상(殤)이라 하였고, 4년 후 아들 조잠이 후사로 봉해졌다.

## 출전
- 진수, 《삼국지》 권20 위서 무문세왕공전

| 전임 (첫 봉건) | 조위의 상왕 (추존) | 후임 (사실상) 아들 상민왕 조잠 |

## 같이 보기
- 삼국지 인물 목록